# Kurnat as-Sauda
Kurnat as-Sauda (arab. ‏القرنة السوداء‎) – szczyt w pasmie Liban. Leży w północnym Libanie, niedaleko granicy z Syrią. Jest najwyższym szczytem Libanu oraz jednocześnie najwyższym szczytem gór Liban. Wierzchołek przykryty jest śniegiem przez około 6 miesięcy w roku.